# Rust, Österrike

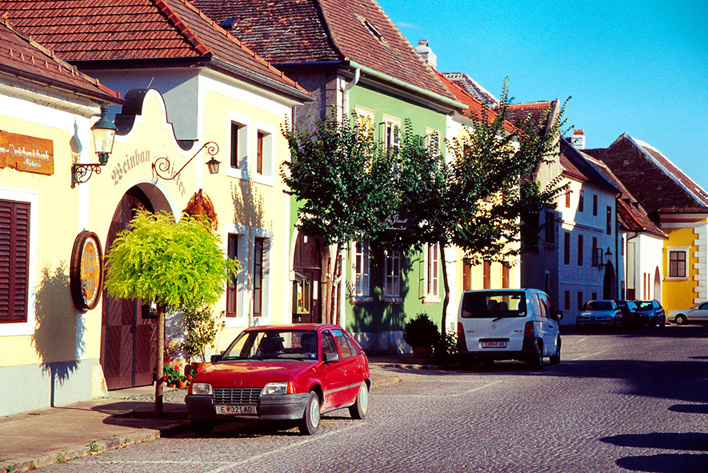
Gata i Rust.

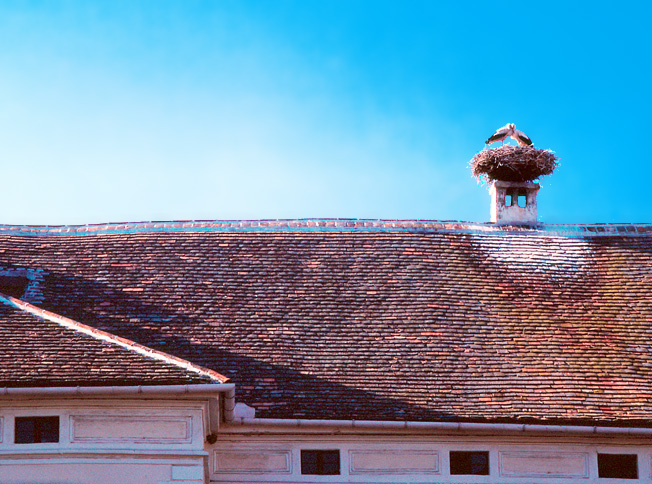
Häckande storkar.

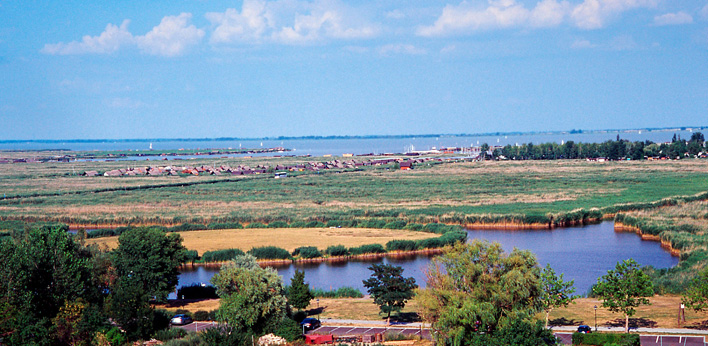
Neusiedlersjön vid Rust.

Rust (ungerska: Ruszt, kroatiska: Rušta) är en stad i det österrikiska förbundslandet Burgenland. Staden ligger vid Neusiedlersjöns västra sida nära den ungerska gränsen. Rust är en stad med egen statut och utgör med sina 1 900 invånare (2018) Österrikes minsta distrikt. Den är vid sidan av Salzburg och Krems an der Donau en av de tre österrikiska modellstäderna för kultur- och byggnadsminnesvård.
Rust är även känd för sin storkkoloni vilket gör staden till Europas största storkstad.

## Historia
Rust, som tillhörde Ungern fram till 1921, omnämndes för första gången 1317 som Ceel. På 1400-talet upplevde Rust ett betydande ekonomiskt uppsving på grund av sin vinproduktion. 1470 blev Rust köping och några år senare bekräftade den ungerska kungen Mattias Corvinus stadens vinhandelsrättigheter.
1526 kom Rust – som hela konungariket Ungern – under Habsburgarnas välde. 1681 köpte sig Rustborna sin frihet från den furstliga överhögheten med 500 hinkar vin om 30 000 liter och 60 000 guldgulden. Staden blev ”kunglig fristad”.
Trots att regionen drabbades hårt av krig, plundringar med mera förskonades Rust från den värsta förstörelsen. Under det osmanska fälttåget mot Wien 1683 hyllade staden greve Thököly som då var turkarnas bundsförvant och mellan 1704 och 1708 när landet skövlades av den ungerska självständighetsrörelsens trupper förskonades staden eftersom självständighetsrörelsens ledare Karolyi hade valt staden som sitt högkvarter.
1876 underordnades staden den ungerska distriktsförvaltningen. Efter det första världskriget när Burgenland kom att tillhöra Österrike, tog man hänsyn till de gamla rättigheterna som fristad.

## Sevärdheter
Den gamla staden i Rust är i sin helhet kulturminnesmärkt. Gamla stans centrum utgörs av rådhustorget som omges av hus från 1400-talet till 1600-talet. På torgets västra sida ligger stadens äldsta byggnad, fiskarkyrkan. Kyrkan som är omgiven av en ringmur uppfördes på 1100-talet och byggdes under de följande århundradena om och ut. Även kyrkans inre återspeglar utbyggnaden. Olika fresker från 1100-talet till 1500-talet täcker nästan hela kyrkan. Altaren däremot är från senare tid. De är i barockstil.
Husen i staden karakteriseras av praktfulla fönster- och portalinfattningar, burspråk, vapen- och stuckdekorationer m m. Infartsvalven leder in i idylliska innergårdar eller äldre gårdsflyglar med arkader, täckta trapphus, brunnshus och även rester av stadsmuren. Husen har fortfarande sina ursprungliga funktioner som bostäder och lokaler för olika verksamheter.
1989 öppnade Österrikes första vinakademi sina portar i Seehof, en stadsgård från 1600-talet.

## Näringsliv
Rusts viktigaste näringar är vinproduktion och turism.

## Kommunikationer
Rust ligger vid riksvägen B 52 som går från Eisenstadt, 13 km väster om Rust, till den ungerska gränsen ca 6 km söder om Rust.

## Vänorter
- Kulmbach, Tyskland
- Tokaj, Ungern